# Rosamorada
Rosamorada è un comune del Messico, situato nello stato di Nayarit, il cui capoluogo è la località omonima.
Conta 33.901 abitanti (2015) e ha un'estensione di 1.843,96 km².
La licalità prende il nome dall'esistenza di un albero con fiori viola, chiamato clavellina e posto nel centro della città, sotto la cui ombra si fermavano a rinfrecarsi sia le bestie da soma che i passeggeri delle diligenze lungo il tragitto tra Acaponeta e Tuxpan.